# Reno (Ohio)
Reno é um lugar designado pelo censo localizado no condado de Knox no estado estadounidense de Ohio. No Censo de 2010 tinha uma população de 1.293 habitantes e uma densidade populacional de 635,96 pessoas por km².

## Geografia
Reno encontra-se localizado nas coordenadas 39° 22′ 29″ N, 81° 23′ 26″ O. Segundo o Departamento do Censo dos Estados Unidos, Reno tem uma superfície total de 2.03 km², da qual 1.99 km² correspondem a terra firme e (2.17%) 0.04 km² é água.

## Demografia
Segundo o censo de 2010, tinha 1.293 habitantes residindo em Reno. A densidade populacional era de 635,96 hab./km². Dos 1.293 habitantes, Reno estava composto pelo 97.53% brancos, 0.31% eram afroamericanos, 0.23% eram amerindios, 0.62% eram asiáticos, 0% eram insulares do Pacífico, 0% eram de outras raças e o 1.31% pertenciam a duas ou mais raças. Do total da população 0.54% eram hispanos ou latinos de qualquer raça.